# Петер Бос
Петер Силвестер Бос (хол. Peter Sylvester Bosz; 21. новембар 1963) бивши је холандски фудбалер који је играо на позицији везног играча. Тренутно је тренер ПСВ Ајндховена.

## Каријера
Током каријере је играо за Витесе, Фајенорд Ротердам и многе друге клубове.

## Репрезентација
За репрезентацију Холандије дебитовао је 1991. године. За тај тим је одиграо 8 утакмица.

## Статистика каријере

### Репрезентативна
| Холандија | Холандија | Холандија |
| Година    | Наступи   | Голови    |
| --------- | --------- | --------- |
| 1991.     | 1         | 0         |
| 1992.     | 5         | 0         |
| 1993.     | 0         | 0         |
| 1994.     | 0         | 0         |
| 1995.     | 2         | 0         |
| Укупно    | 8         | 0         |